# 곡산부원군 연사종 묘소
곡산부원군 연사종 묘소(谷山府院君 延嗣宗 墓所)는 대한민국 충청북도 증평군 도안면 화성리에 있다. 2013년 12월 15일 증평군의 향토유적 제18호로 지정되었다.

## 개요
연사종은 '조선왕조실록' 등 사서(史書)에 기록된 유명 인물로 조선 개국공신이다. 증평군 내 최대 세거 성씨인 곡산 연씨의 중흥을 이끈 중시조이다.
연사종은 고려시대 포은 정몽주와는 인척지간이다.
1388년(고려 우왕 14) 요동 정벌 때 우군도통수 이성계를 도운 공으로 조선 개국과 함께 개국원종공신에 책봉됐고 1401년(조선 태종 1)에는 2차 왕자의 난 때 정안대군(이방원·태종)을 도운 공로로 좌명공신(佐命功臣)에 책록됐다.
1422년 곡산부원군(谷山府院君)에 훈봉됐다.
연사종 묘소는 본래 서울 노원구 하계동에 있었으나 1991년 도시계획사업으로 지금의 위치로 이장했다.
묘역에는 문인석 3기, 석등 1조, 장명등 1조, 비석 1조가 있고 뒤편에는 이장 당시 묘석을 그대로 옮겨 놓은 허총(虛塚)이 있다.

## 같이 보기
- 연사종